# Malet (Adelsgeschlecht)
Malet, später Malet de Graville, war eine Familie des normannischen Adels. Sie tritt erstmals mit der Normannischen Eroberung Englands und der Schlacht von Hastings in Erscheinung, an der Guillaume I. Malet, Seigneur de Graville (heute Graville-Sainte-Honorine, ein Ortsteil von Le Havre), sein vermutlicher Bruder Durand und seine beiden Söhne teilnahmen. Guillaume I. Malet wurde in der Folge einer der reichsten Grundherren Englands. Sein Sohn Robert I. Malet war der erste bekannte Lord Great Chamberlain, seine Unterstützung für Robert Courteouse, den älteren Bruder des Königs Heinrich I. führte 1103 zu seinem Sturz und offenbar auch dem Verlust seines Grundbesitzes. Die ältere Linie der Malets trat danach wieder in der Normandie auf, während die jüngere Linie in England blieb.
Erst im 15. Jahrhundert gelangten die Malet wieder zu Bedeutung. Jean V. Malet hatte hohe zeremonielle Ämter am Königshof inne, sein Enkel Louis Malet de Graville wurde Admiral von Frankreich, seine Tochter Anne Malet de Graville war eine bekannte Intellektuelle des 16. Jahrhunderts. Mit ihrer Generation starb die Hauptlinie der Familie dann aus.

## Stammliste

### 11.–13. Jahrhundert
1. NN
  1. Guillaume I. Malet († um 1071), Seigneur de Graville, Teilnehmer der Schlacht von Hastings 1066, Herr der Honor of Eye, 1069 High Sheriff of York; ⚭ Hersilia Crespin, Tochter von Gilbert Crespin, Seigneur de Bec-Crespin (Haus Crespin) und Gunnora de Courcy
    1. Robert I. Malet, Teilnehmer der Schlacht von Hastings 1066, 1071 Herr der Honor of Eye, unter König Heinrich I. Master Chamberlain; ⚭ Elisie, Tochter von Richard de Bienfaite, Herr von Bienfaite, Orbec und Tonbridge (Clare (Familie)) und Rohèse (Giffard)
      1. Guillaume II. Malet, Seigneur de Graville, nimmt 1096 das Kreuz, gibt 1121 die Terre de Conteville der Abtei von Bec und tritt selbst in das Kloster ein
        1. Ernest Malet, Seigneur de Graville (vielleicht auch ein Bruder Guillaumes II.); ⚭ Adele von Gloucester
          1. Robert II. Malet († nach 1220), Seigneur de Graville et de Montagu, kämpft 1214 in der Schlacht von Bouvines; ⚭ Alix d’Alençon († nach 1220), Dame de Montgommery et de Sonnois, Tochter von Jean I., Graf von Alençon, (Haus Montgommery)
            1. Robert III. Malet, Seigneur und 1218 Baron de Graville, 1230 Seigneur de Sées et de Bernay, nimmt 1240 das Kreuz; ⚭ Agnès de Tancarville, Tochter von Guillaume III., Seigneur de Tancarville (Haus Tancarville)
              1. Guillaume IV. Malet de Graville, Seigneur de Graville, Montagu, Plasnes et Le Bosc-Achard (1250 bezeugt); ⚭ Amélie, Dame du Bosc-Achard et de Plasnes – Nachkommen siehe unten

            2. Jeanne Malet de Graville; ⚭ Guillaume de Meulan, Seigneur de Gournay, (Haus Beaumont)
            3. Isabelle Malet de Graville; ⚭ Henri III. de Neufbourg, Baron de Livarot

          2. Guillaume III. Malet de Graville ⚭ Philippe d'Alençon († vor 1223), Tochter von Jean I., Graf von Alençon, (Haus Montgommery)

    2. Gilbert Malet, Teilnehmer der Schlacht von Hastings 1066, erhält Lehen in Suffolkshire – Stammvater der Malet of Cury Malet und der Malet of Enmore in England
    3. Beatrice Malet; ⚭ I Guillaume d’Arques; ⚭ II Thorold of Bucknell, Sheriff von Lincolnshire
      1. (II) Lucy of Bucknell; ⚭ I Ivo Taillebois, Sheriff von Lincolnshire, Lord of Kendall († um 1094); ⚭ II Roger FitzGerald (de Roumare), 1. Baron of Kendall, Lord of Bolingbroke und Herr von Roumare; ⚭ III um 1098 Ranulph le Meschin, 1. Earl of Chester (1074–1129)
        1. (II) William de Roumare, Earl of Lincoln († vor 1161)
        2. (III) Ranulph de Gernon, 2. Earl of Chester († 1153)

  2.  ? Durand Malet, Teilnehmer der Schlacht von Hastings 1066, dann mit Besitz in Lincolnshire, 1086 im Domesday Book erwähnt – Nachkommen, wohl in England

### 13.–15. Jahrhundert
1. Guillaume IV. Malet de Graville, Seigneur de Graville, Montagu, Plasnes et Le Bosc-Achard (1250 bezeugt); ⚭ Amélie, Dame du Bosc-Achard et de Plasnes – Vorfahren siehe oben
  1. Jean I. Malet de Graville († 1297/1302), Seigneur de Graville, Sées et Bernay, nimmt 1270 das Kreuz; ⚭ Marie de Léon, Tochter von Hervé, Seigneur de León, und Marguerite d’Avaugour
    1. Jean II. Malet de Graville, genannt Guingard, Seigneur de Graville, Sées et Bernay; ⚭ Anne (Jeanne) de Wavrin, Dame de Coupigny, Tochter von Robert I. de Wavrin, Seigneur de Saint-Venant und Marie de Roye
      1. Jean III. Malet de Graville († 1356 - hingerichtet), Seigneur de Graville, Sées et Bernay; ⚭ Eleonore de Châtillon, Tochter von Guy de Châtillon, Graf von Saint-Pol, (Haus Châtillon) und Marie de Bretagne
        1. Jean IV. Malet de Graville († vor 1380), 1359/61 restituiert; ⚭ Jeanne de La Grange, Nichte des Kardinals Jean de la Grange

      2. Robert IV. Malet de Graville, Seigneur d’Ambourville, La Haye, Coupigny et Fontaines, Erbe seines Neffen Jean IV.
        1. Gui Malet de Graville († nach 1415), Seigneur de Graville
          1. Anne Malet de Graville; ⚭ Louis de Loigny, Marschall von Frankreich
          2. Jean V. Malet de Graville († nach 1448), Seigneur de Graville, Marcoussis, Montaigu (heute Teil von Chambourcy), Bois-Malesherbes, Moncontour et Marnes; ⚭ I Jeanne de Bellengues, Witwe von Renaud deTrie, Admiral von Frankreich; ⚭ II Jacqueline de Montaigu, Tochter von Jean de Montaigu, Bâtard de France, (Stammliste der Valois)
            1. (I) Marie Malet de Graville, Dame de Longuay; ⚭ Gérard d’Harcourt, Baron de Bonnétable († 1424), (Haus Harcourt)
            2. (II) Jean VI. Malet de Graville († 1482), Seigneur de Graville, Marcoussis, Montaigu et Bois-Malesherbes; ⚭ Marie de Montauban, Tochter von Guillaume, Seigneur de Montauban und Bona Visconti, somit Nichte von Valentina Visconti, Herzogin von Orléans; ⚭ II Marie de Nîmes-Montbron († nach 1468), Dame de Chef-Boutonne, Tochter von François I. de Montbron et Maulévrier, Vicomte d’Aunay
              1. Jean VII. Malet de Graville
              2. Louis Malet de Graville († 1516), Seigneur de Graville, Sées et Bernay, Montaigu, Marcoussis, Milly-la-Forêt, Le Bois-Malesherbes, Gometz-le-Châtel, Bréthencourt, Chevreuse etc., 1486/87–1508 Admiral von Frankreich, Gouverneur von Picardie und Normandie, Generalleutnant in der Normandie, Capitaine de Vincennes, Beauté und Fontainebleau, Ritter des Ordre de Saint-Michel; ⚭ Marie de Balzac, Tochter von Roffec de Balzac, Seigneur de Glisenave (Égliseneuve-d’Entraigues), (Haus Balzac)
                1. Louise Malet de Graville; ⚭ Jacques de Vendôme, Vidame de Chartres, Prince de Chabanais, (Haus Preuilly)
                2. Jeanne Malet de Graville; ⚭ I Charles II. d’Amboise, Seigneur de Chaumont, Marschall von Frankreich, Admiral von Frankreich, Großmeister von Frankreich, (Haus Amboise); ⚭ II René Seigneur d‘Illiers, dann Seigneur de Marcoussis, Saint-Clerc, Chastres, Gometz-le-Chastel und Nozay
                3. Anne Malet de Graville, Dame du Bois-Malesherbes et de Montagu, Schriftstellerin; ⚭ Pierre de Balzac d’Entragues († um 1530), Seigneur d'Entragues etc., Capitaine de Corbeil et Fontainebleau, (Haus Balzac)

              3. Jeanne Malet de Graville; ⚭ François d’Alègre, Graf von Joigny

            3. Charles Malet de Graville, 1476 Rektor der Universität Caen

      3. Guillaume Malet de Graville, Seigneur de Montagu et du Gravier – Nachkommen im Périgord
      4. Catherine Malet de Graville; ⚭ Jean, Seigneur de Préaux († 1350), (Haus Préaux)
      5. Jeanne Malet de Graville, Dame de Saint-Venant; ⚭ Jean IV. de Mauquenchy, genannt le Mouton de Blanville, Marschall von Frankreich

    2. Robert Malet de Graville (1313 bezeugt), Seigneur de Montagu
      1. Jean Malet de Graville († 1363), Seigneur de Planes, Kastellan von Bonneville; ⚭ Jeanne de La Mouche

  2. Henri Malet de Graville, 1254 Abt von Saint-Denis